# Stefan Kozinski

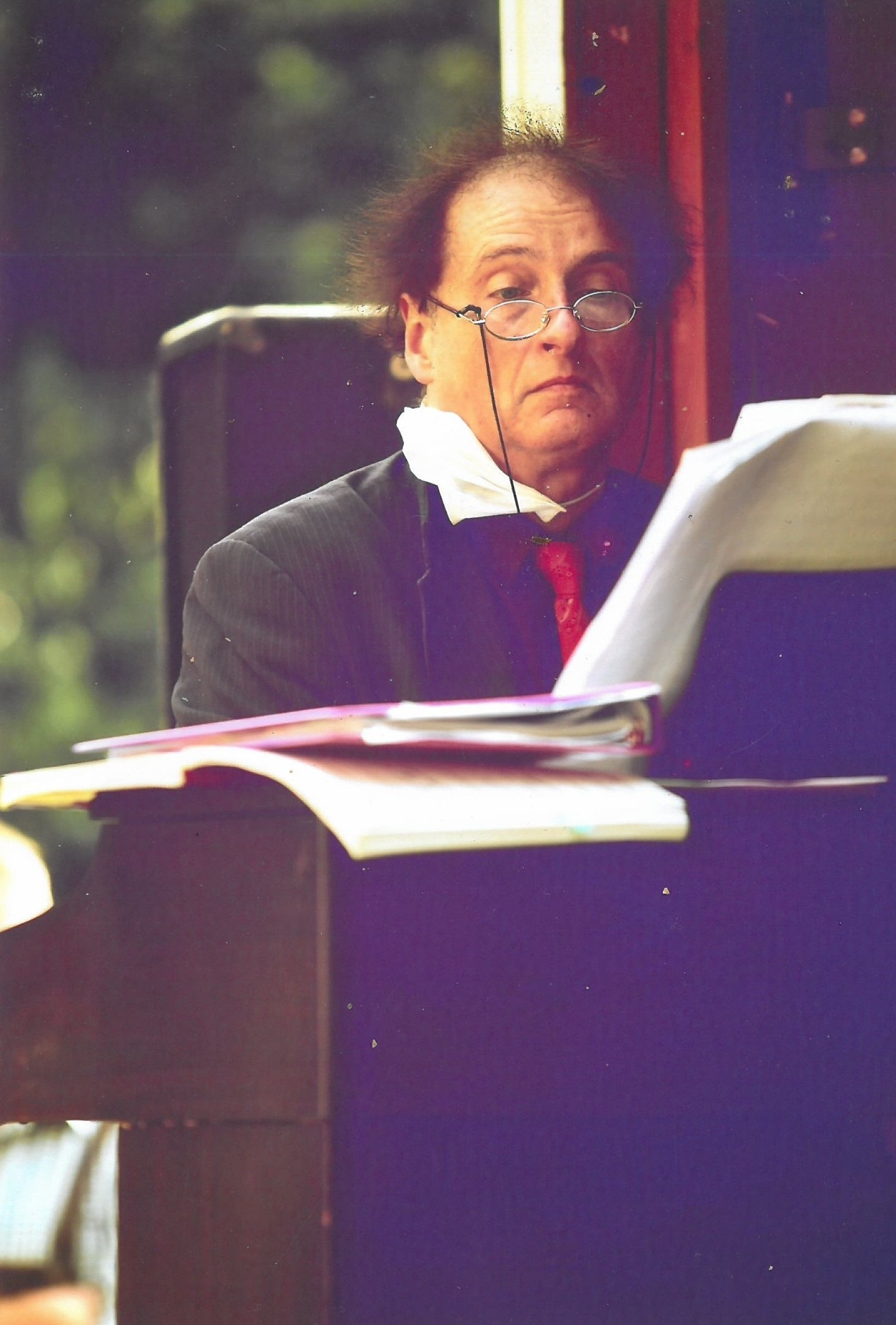
Kozinski 2010 in Bremen

Stefan Brock Kozinski (* 29. Mai 1953 in Wilmington (Delaware); † 11. Dezember 2014 in Bremen) war ein US-amerikanischer Komponist, Dirigent,   und Chorleiter. 

## Leben
Kozinskis Eltern waren bereits beide Musiker. Im Alter von vier Jahren erlernte Kozinski das Klavierspiel. Im Alter von neun Jahren komponierte er die Summer Suite № 1, mit welcher er den ersten Preis beim Philadelphia Orchestra’s Children’s Composition Contest gewann, woraufhin das Philadelphia Orchestra sein Werk im Dezember 1962 vor Publikum spielte. 1966, mit 13 Jahren, dirigierte er das Wilmington Symphony Orchestra bei der Aufführung seines eigenen Stückes Elegy for Orchestra. 1976 machte er  an der Princeton University seinen Bachelor of Arts und wechselte er an die Juilliard School in New York City und studierte Komposition. 1978 erwarb er seinen Master of Music. Kozinski war von 1976 bis 2001 mit der Floristin Francena D. Chalfant aus Chadds Ford (Pennsylvania) verheiratet.
Seine längste durchgehende Anstellung in den Vereinigten Staaten hatte Kozinski zwischen 1985 und 1995 als fester Gastdirigent der Spokane Symphony in Spokane (Washington) und des Sandpoint Music Festivals in Sandpoint am Lake Pend Oreille im benachbarten Bundesstaat Idaho. 1982 und 1985 arbeitete er als Dirigent an der Niedersächsischen Staatsoper in Hannover. Zwischen 2001 und 2007 gehörte er dem musikalischen Ensemble des Anhaltischen Theaters in Dessau an.
Von August 2008 bis zu seinem Tod arbeitete Kozinski in Bremen am dortigen städtischen Theater als Solorepetitor. 

## Auszeichnungen
- 1962: Philadelphia Orchestra’s Children’s Composition Contest
- 1970: Julia Klumpke Award (für ein Studium bei Nadia Boulanger)
- 1971: Julia Klumpke Award (für ein Studium bei Nadia Boulanger)
- 1972: Mabel Wilson Woodrow Memorial Award (Stipendium im Rahmen der Pennsylvania Academy of the Fine Arts Annual Exhibition)
- 1974: Lili Boulanger Award for Composition (für das Stück Trio for Piano, Violin, and Cello – verliehen von der Harvard University und überreicht von Aaron Copland and Elliott Carter)
- 1988: Award for the Best Music Education Project in the United States (verliehen von der American Symphony Orchestra League für die „SymFunnies Family Concerts“)
- 2 × Dr. Eugene Szatkowski Award (verliehen von der Americans of Polish Descent Cultural Society of Delaware)

## Tonträger (Auswahl)
- The Grand German Organ Tradition. GM Recordings, 1998.[2]